# II округ Парижа

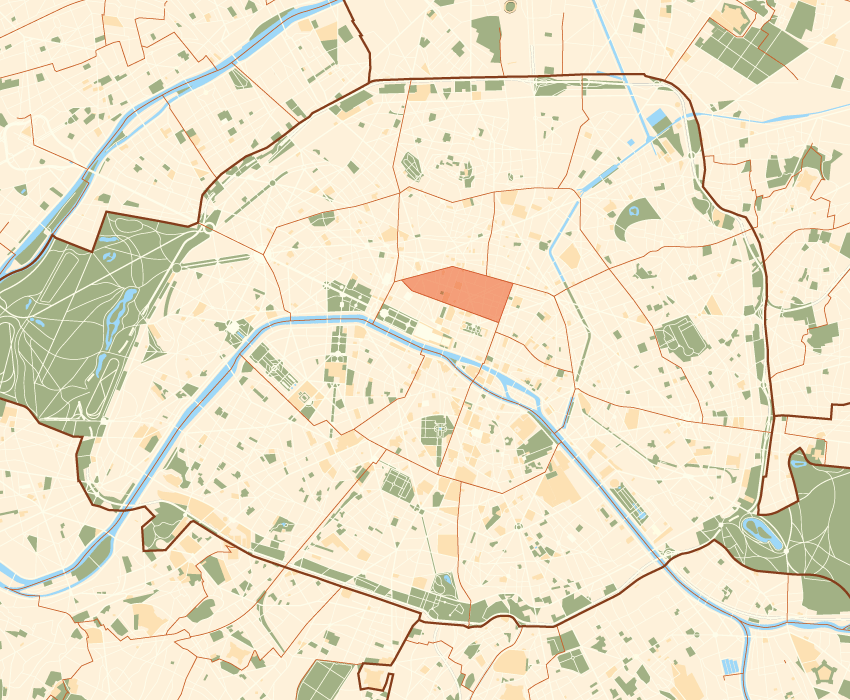
II округ Парижу на карті

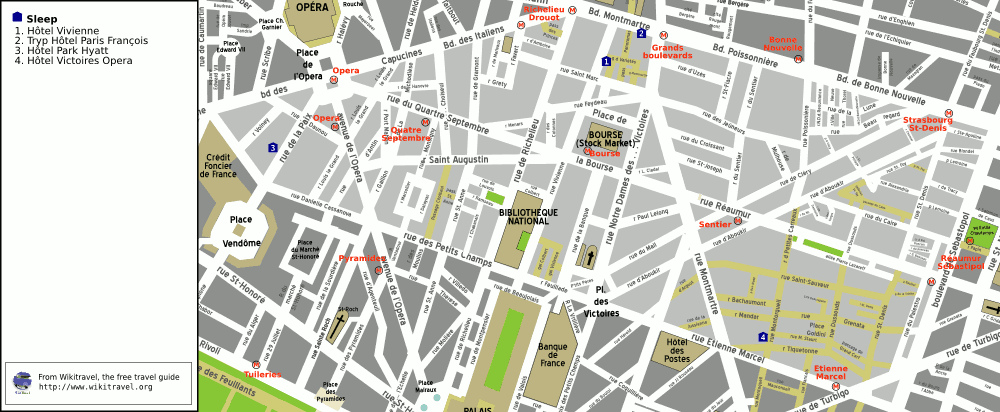
Карта ІІ округу

II округ Парижа (фр. 2e arrondissement, рідше arrondissement de la Bourse) — один із 20 округів (arrondissements) столиці Франції. Має найменшу площу з усіх округів (0,992 км²).
Розташований на правому березі Сени. Разом із сусіднім восьмим та дев'ятим округами містить важливий бізнес-район з центром в Опері Гарньє, найінтенсивніше забудований фінансовими установами. Округ містить Паризьку фондову біржу, велику кількість штаб-квартир банків, ткацький район Сентьє та оперний театр Опера-Комік.
Округ також є місцем найбільшої кількості засклених пасажів, що збереглися з часів 19 століття. На початку 19 століття більшість вулиць Парижа були темними, забрудненими та без тротуарів. Кілька підприємців скористалися успіхом Панорамного пасажу (фр. Passage des Panoramas) та його освітленими, сухими та вимощеними пішохідними тротуарами, повторивши подібне оформлення. На середину 19 століття було понад два десятки подібних торговельних пасажів, але більшість із них зникли, коли паризька влада вимостила головні вулиці, сконструювавши тротуари та додавши газове освітлення.

## Демографія
Даних про населення території до 1860 року немає. Пік населення другого округу прийшовся на період до 1861 року, хоча у поточному вигляді він існує з 1860. Згідно з переписом 1999 року, населення становило 19 585 осіб, тоді як кількість робочих місць на той час була 61 672. Оскільки площа округу становить лише 0,992 км², він має найпотужнішу концентрацію комерційної діяльності в Париж (62 695 робочих місць на км²).
| Рік (національний перепис) | Населення | Щільність (осіб/км²) |
| -------------------------- | --------- | -------------------- |
| 1861 (макксимум)           | 81 609    | 82267                |
| 1872                       | 73 578    | 74 321               |
| 1936                       | 41 780    | 42 202               |
| 1954                       | 43 857    | 44 300               |
| 1962                       | 40 864    | 41 194               |
| 1968                       | 35 357    | 35 642               |
| 1975                       | 26 328    | 26 540               |
| 1982                       | 21 203    | 21 374               |
| 1990                       | 20 738    | 20 905               |
| 1999                       | 19 585    | 19 743               |
| 2006                       | 21 259    | 21 474               |
| 2009                       | 21 417    | 21 633               |

Динаміка населення у 1991—2010 роках:

## Пам'ятки

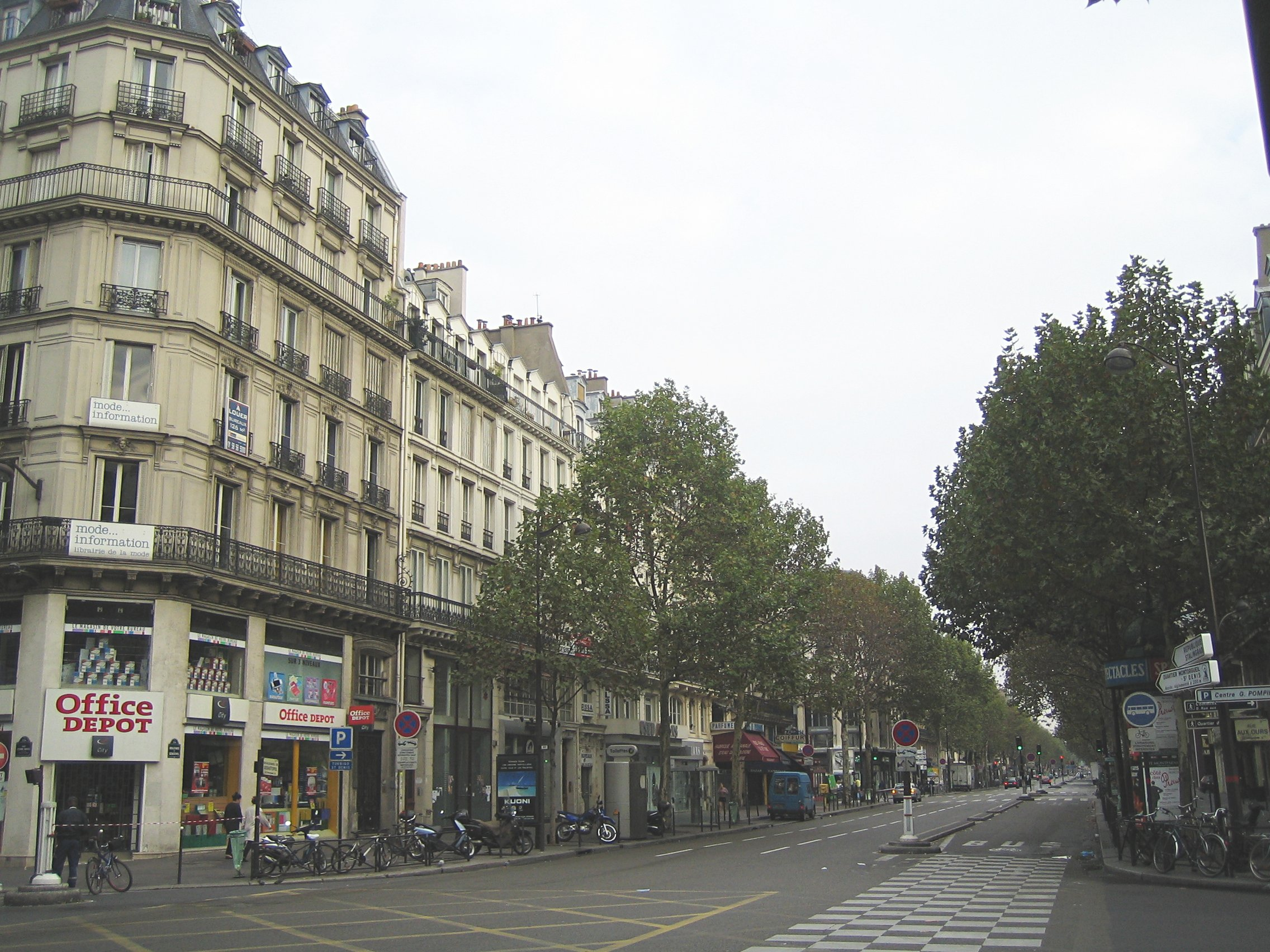
Севастопольський бульвар

- Палац Броньяр (Паризька фондова біржа)
- Стара будівля Національної бібліотеки
- Опера Комік
- Нотр-Дам-де-Віктуар
- «Гран-Рекс»
- Галерея Кольбер
- Галерея Вів'єн

### Вулиці, площі
- Авеню де Опера
- Бульвар Бон Нувель
- Бульвар Пуассоньєр
- Бульвар Капуцинів
- Бульвар Сен-Дені
- Бульвар Монмартр
- Севастопольський бульвар
- Вулиця Четвертого вересня
- Площа Перемог
- Площа Опери

## Галерея

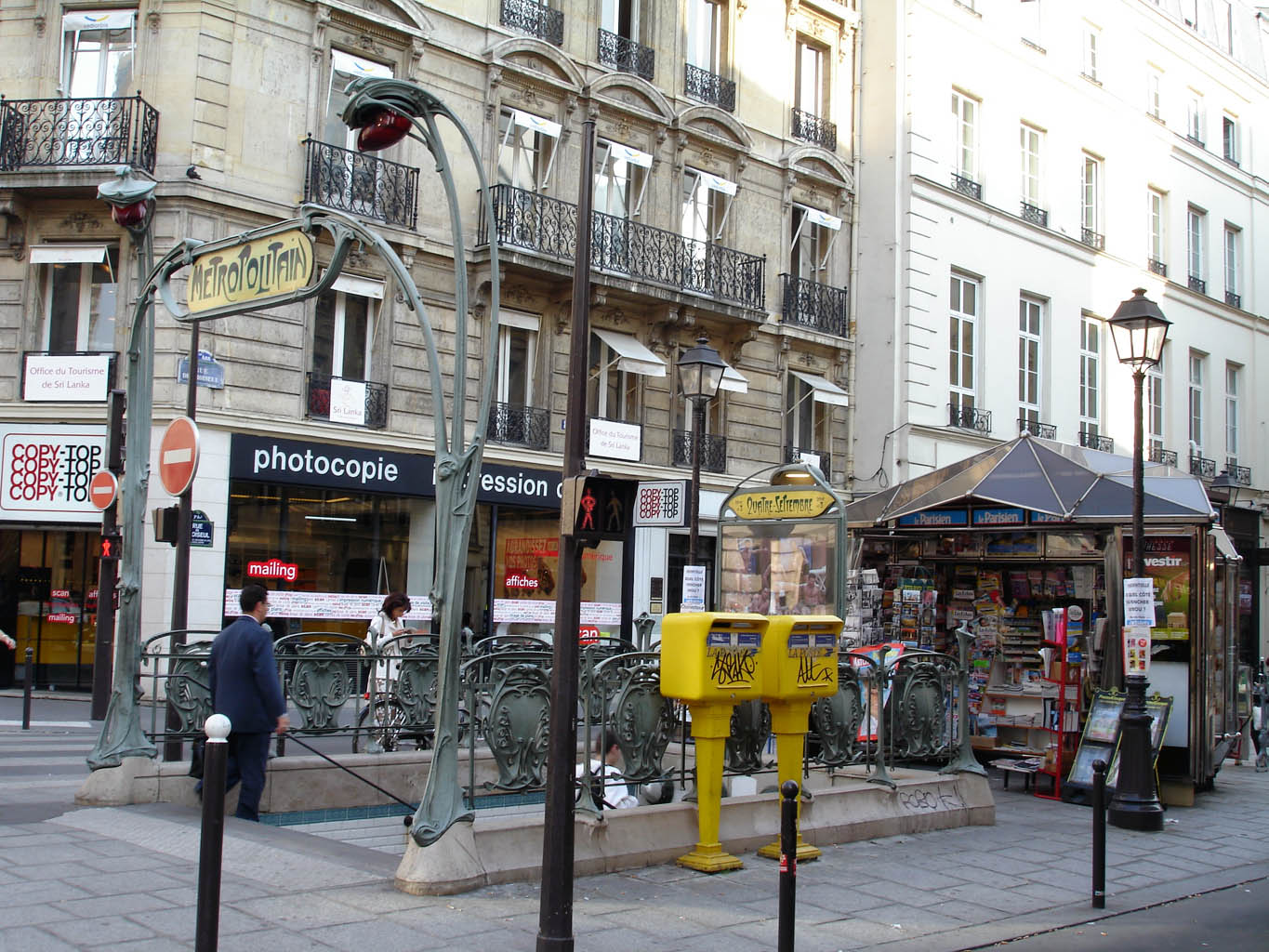
Станція метро «4 вересня»
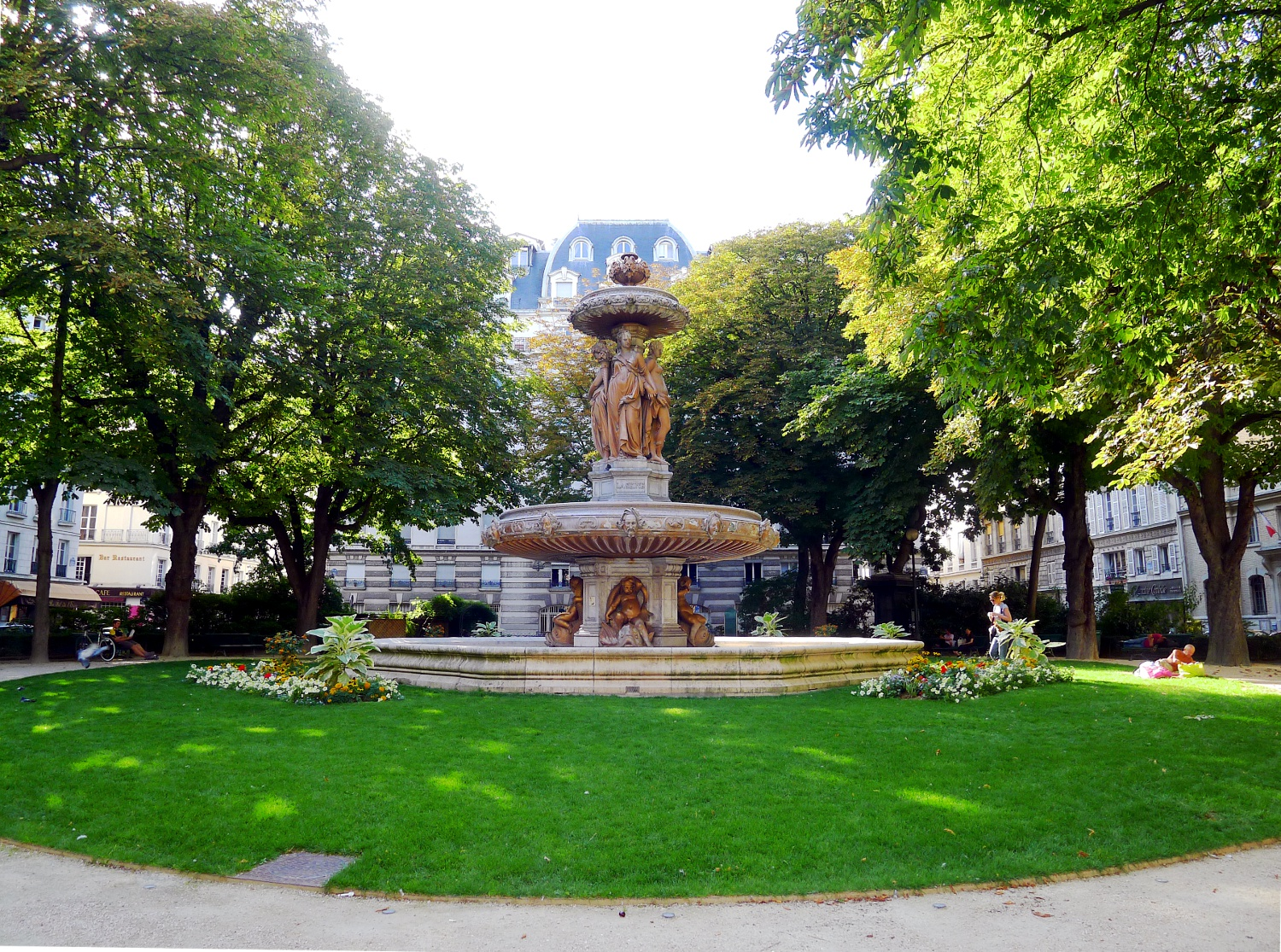
Фонтан Лувуа
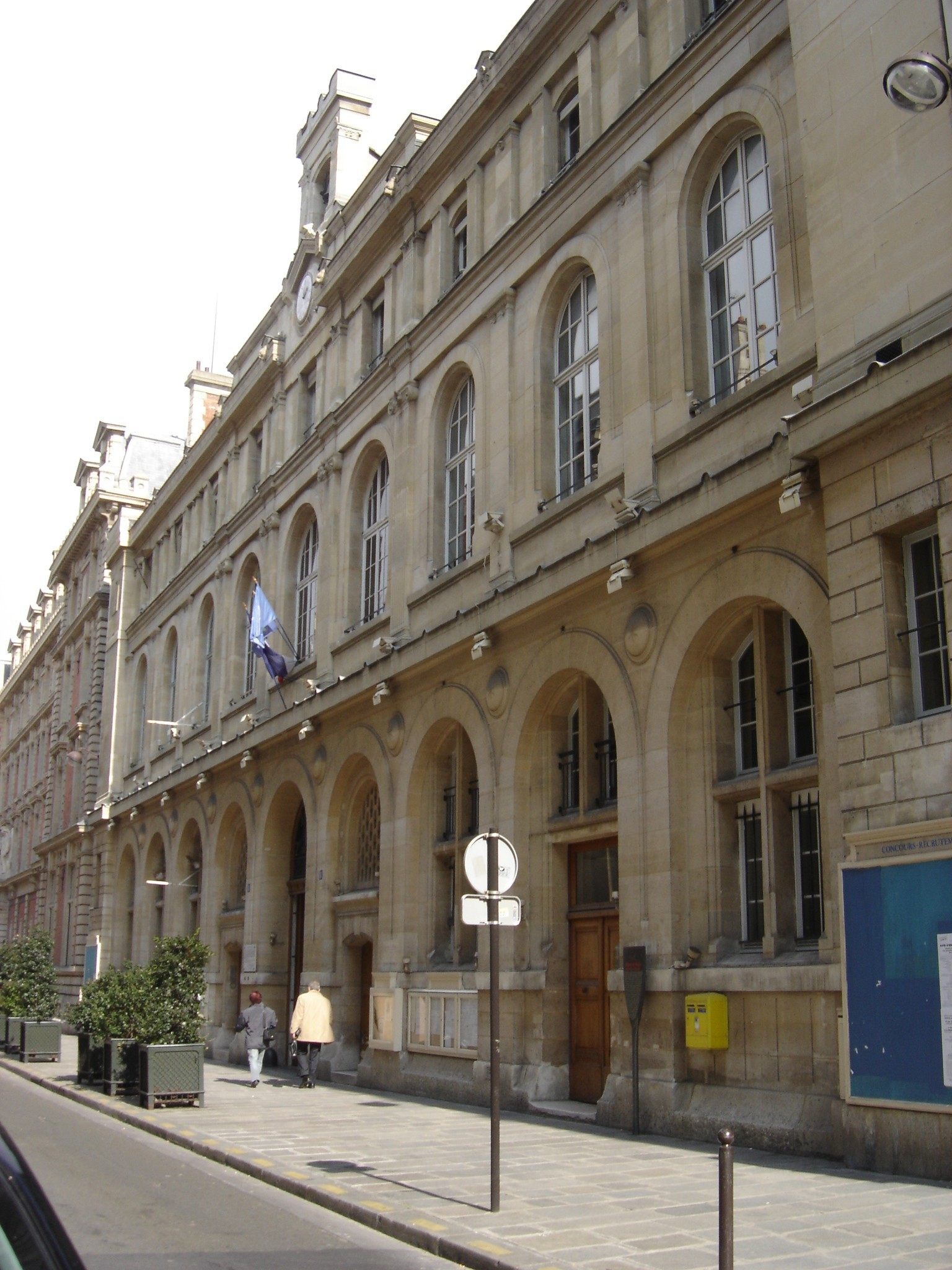
Будівля мерії
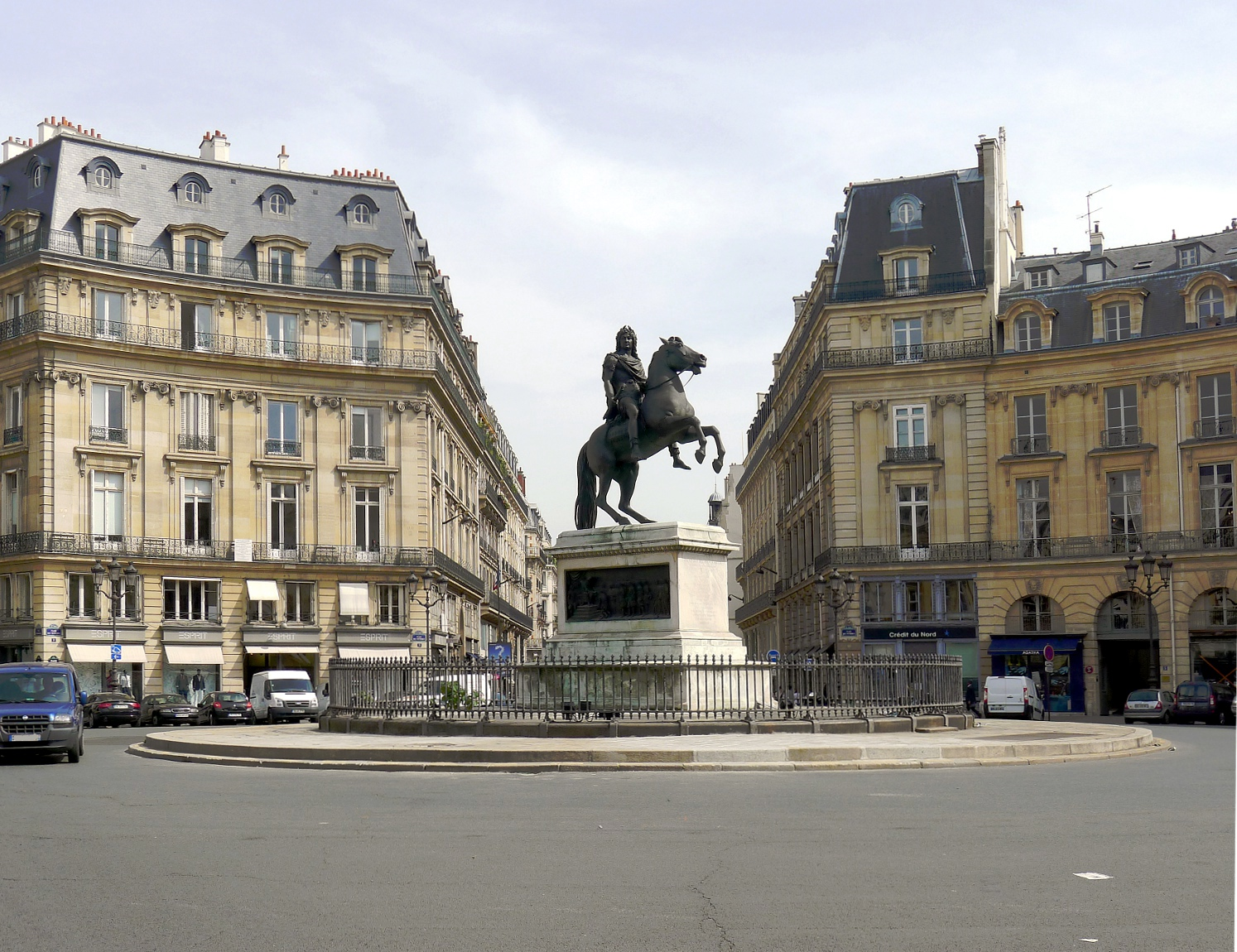
Площа Перемог